# Renato Cervati
Renato Cervati (Brescia, 3 dicembre 1920 – 2004) è stato un calciatore italiano, di ruolo centrocampista.

## Carriera
Debutta in Serie B con il Brescia nel campionato 1937-1938 il 24 ottobre 1937 in Brescia-Palermo (1-1), un campionato che vede i lombardi retrocedere in Serie C; nella stagione successiva con le rondinelle vince il campionato di Serie C e torna tra i cadetti, dove disputa altri quattro campionati, ed al termine della stagione 1942-1943 raggiunge la Serie A. Nei cinque campionati di Serie B giocati con il Brescia totalizza 82 presenze e 2 reti, nel campionato di Serie C gioca 29 gare..
Tuttavia la seconda guerra mondiale ferma i campionati ufficiali e così disputa con il Mantova il Campionato Alta Italia 1944. Nel dopoguerra torna a giocare in Serie B con la maglia del Crema disputando 64 partite.
Renato era il fratello maggiore di Mario Cervati che è stato presidente del Brescia per un anno, dal 1981 al 1982.

## Palmarès

### Club

#### Competizioni nazionali
- Serie C: 1

Catania: 1948-1949